# Freedom (álbum de Neil Young)
Freedom es el decimonoveno álbum de estudio del músico canadiense Neil Young, publicado por la compañía discográfica Reprise Records en octubre de 1989.
Tras una década de fracasos comerciales y pleitos con su discográfica, Young consiguió relanzar su carrera musical tras abandonar Geffen Records, fichar nuevamente con Reprise Records y publicar Freedom, un álbum con un formato similar a Rust Never Sleeps. En ambos discos, Young abrió y cerró el álbum con sendas versiones acústica y eléctrica de una misma canción: en Rust Never Sleeps, «Hey Hey, My My (Into the Black)», y en Freedom, «Rockin' in the Free World». Además, y aunque «Rockin' in the Free World», que llegó al número dos en la lista Mainstream Rock Tracks, incluyó críticas a la administración de George H. W. Bush, se convirtió en un himno de facto sobre el colapso del comunismo. Una versión editada de «Rockin' in the Free World» fue incluida en los créditos finales de la película de Michael Moore Fahrenheit 9/11. 
Estilísticamente, el álbum incluye géneros diversos, desde baladas acústicas hasta temas de rock. Tres de las canciones, «Don't Cry», «Eldorado» y «On Broadway», fueron publicadas previamente en el EP Eldorado, y algunas de ellas representan el camino que Young siguió cercano al movimiento grunge, con el abundante uso de fuerte distorsión y feedback. Otras dos canciones incluyeron una sección de vientos, un cambio estilístico inusual en la música de Young que solo utilizó previamente en el álbum This Note's for You.

## Recepción
Tras su publicación, Freedom se convirtió en el primer álbum de Young en obtener críticas mayoritariamente positivas en casi una década. William Ruhlmann de Allmusic escribió: «Neil Young es famoso por desguazar álbumes completos y sustituirlos por otros rápidamente grabados con estilos radicalmente diferentes. Freedom, que fue un éxito de comercial y de crítica tras una década que confundió a críticos y seguidores, parece ser una selección de los mejores temas de diferentes proyectos de Young sin publicar». David Fricke de la revista Rolling Stone le otorgó cinco estrellas y lo definió como «el sonido de Neil Young, otra década después, mirando al pasado nuevamente con ira y temor». Además, Fricke explicó que trata sobre «la ilusión de la libertad» y sobre «la negativa de Young a aceptarlo como la última palabra del tema», antes de resumir la crítica definiéndolo como «un duro recordatorio de que todo todavía tiene un precio».
A nivel comercial, Freedom obtuvo resultados ligeramente mejores que otros álbumes de Young publicados en la década de 1980. En los Estados Unidos, el álbum alcanzó el puesto 35 en la lista Billboard 200, su mejor posición desde el lanzamiento en 1982 de Trans, mientras que en el Reino Unido llegó a la posición 17 de la lista UK Albums Chart. En Canadá, Freedom alcanzó el puesto 16 en la lista Canadian Albums Chart. No obstante, sus mejores resultados los obtuvo con el primer sencillo, la versión eléctrica de «Rockin' in the Free World», que llegó al segundo puesto de la lista Mainstream Rock Tracks, la mejor posición para un sencillo de Young. Un segundo sencillo, «No More», llegó al puesto siete.
El álbum fue certificado como disco de oro en Estados Unidos y Canadá.

## Lista de canciones
Todas las canciones escritas y compuestas por Neil Young excepto donde se anota. 
| N.º | Título                                                     | Escritor(es)                                         | Duración |  |
| 1.  | «Rockin' in the Free World» (Versión acústica, en directo) |                                                      | 3:38     |  |
| 2.  | «Crime in the City (Sixty to Zero Part I)»                 |                                                      | 8:45     |  |
| 3.  | «Don't Cry»                                                |                                                      | 4:14     |  |
| 4.  | «Hangin' on a Limb»                                        |                                                      | 4:18     |  |
| 5.  | «Eldorado»                                                 |                                                      | 6:03     |  |
| 6.  | «The Ways of Love»                                         |                                                      | 4:29     |  |
| 7.  | «Someday»                                                  |                                                      | 5:40     |  |
| 8.  | «On Broadway»                                              | Barry Mann, Cynthia Weil, Jerry Leiber, Mike Stoller | 4:57     |  |
| 9.  | «Wrecking Ball»                                            |                                                      | 5:08     |  |
| 10. | «No More»                                                  |                                                      | 6:03     |  |
| 11. | «Too Far Gone»                                             |                                                      | 2:47     |  |
| 12. | «Rockin' in the Free World» (Versión eléctrica)            |                                                      | 4:41     |  |

## Personal
| Músicos - Neil Young: voz y guitarra, piano en «Wrecking Ball». - Chad Cromwell: batería - Rick Rosas: bajo - Frank Sampedro: guitarra, teclados y mandolina. - Ben Keith: saxofón alto, pedal steel guitar y teclados. - Linda Ronstadt: coros en «Hangin' on a Limb» y «The Ways of Love». - Tony Marsico: bajo en «No More». - Steve Lawrence: saxofón tenor en «Crime in the City» y «Someday». - Larry Cragg: saxofón barítono en «Crime in the City» y «Someday». - Claude Cailliet: trombón en «Crime in the City» y «Someday». - John Fumo: trompeta en «Crime in the City» y «Someday». - Tom Bray: trompeta en «Crime in the City» y «Someday». | Equipo de sonido - Niko Bolas: productor e ingeniero - Tim Mulligan: ingeniero digital - Harry Sitam: ingeniero técnico - Dave Collins: editor digital - Doug Sax: ingeniero de masterización - Dave Hewitt: ingeniero de grabación |

## Posición en listas
| País           | Lista                      | Posición |
| -------------- | -------------------------- | -------- |
| Alemania       | Media Control Top-50 Chart | 40       |
| Austria        | Ö3 Austria Top 40          | 29       |
| Canadá         | Canadian Albums Chart      | 16       |
| Estados Unidos | Billboard 200              | 35       |
| Reino Unido    | UK Albums Chart            | 17       |
| Países Bajos   | Mega Album Tol 100         | 30       |
| Suecia         | Albums Top 60              | 21       |

| Sencillo                    | Lista                  | Posición más alta |
| --------------------------- | ---------------------- | ----------------- |
| «Rockin' in the Free World» | Mainstream Rock Tracks | 2                 |
| «No More»                   | Mainstream Rock Tracks | 7                 |
| «Crime on the City»         | Mainstream Rock Tracks | 34                |

## Certificaciones
| Fecha                 | País           | Organismo certificador | Certificación | Ventas certificadas |
| --------------------- | -------------- | ---------------------- | ------------- | ------------------- |
| 19 de febrero de 1990 | Canadá         | CRIA                   | Oro           | 50 000              |
| 21 de febrero de 1990 | Estados Unidos | RIAA                   | Oro           | 500 000             |